# Marina Tetarić Prusec
Marina Tetarić Prusec (Zagreb), hrvatska redateljica i scenaristica.
Diplomirala je filmsku i televizijsku režiju na Akademiji dramske umjetnosti u Zagrebu kod mentora Dušana Vukotića. Studirala je i sociologiju na Filozofskom fakultetu u Zagrebu.
Nakon što dva puta dobiva nagrade na anonimnim natječajima za scenarij u Sarajevu, tamo režira dva filma.[nedostaje izvor]
Kao redateljica i scenaristica više godina radi autorske filmove u produkciji HRT-a. 
Potom niz godina radi u filmsko-televizijskom studiju Službe za odnose s javnošću Ministarstva obrane Republike Hrvatske gdje kao civilna osoba radi kao scenaristica i redateljica, istovremeno uređujući i razvijajući produkciju raznih formi.[nedostaje izvor]
U dva navrata boravi u Rimu gdje predstavlja Hrvatsku na filmskom festivalu Eserciti e Popoli. Tom prilikom u Rimu 2001. njen film „Under The Horizon“ dobiva 1. nagradu u svojoj kategoriji (u konkurenciji sedamdesetak zemalja iz cijelog svijeta).[nedostaje izvor]
Za režiju filma "Tunel" dobila je nagradu Silver na So You Think You Can Act, festivalu s ekskluzivnim fokusom na prepoznavanju talenta redatelja i glumaca u svijetu, SAD, 2019.
S istim je ušla i u službenu selekciju The Hollywood First-Time Filmmaker Showcase, 2020., te u New York Lift-Off Film Festival, 2021.
Njeni scenariji za igrane filmove u vrhu su filmskih festivala, najviše u SAD-u, potom u Indiji, Rusiji, Singapuru: 
"Wild Time" je izabran u Top 10 finalista European International Film Festivala u St. Petersburgu, Rusija, 2019. (u konkurenciji više od 600 projekata iz svijeta), a također je nominiran i na Jaipur IFF, Indija, 2020.
"Superincognito" je ušao u službenu selekciju filmskog festivala LA Under the Stars, Los Angeles, 2020. (u konkurenciji više od 1500 prijava iz svijeta), a također je nominiran na New Delhi Film Festivalu-NDFF, Indija, 2021. 
SF "Connection" pobijedio je kao najbolji treatment na Script and Storyboard Showcase, Los Angeles, 2020.
"Flyby" je finalist European IFF u St. Petersburgu, Rusija, 2020. (u konkurenciji više od 800 projekata iz svijeta), a također je izabran u Top 7 finalista na filmskom festivalu Hollywood Art and Movie Awards, 2021.
“The Smile" je nominiran na International Screenplay Competition ISC@JIFF (Mind to Audience), Jaipur, Indija, 2021., a također je izabran u Top 10 finalista filmskog festivala LA Under the Stars, Los Angeles, 2021. (u konkurenciji više od 1000 prijava iz svijeta).
“Flight to Eternity” pobijedio je kao najbolji treatment na World Film Carnival-u, Singapore, 2021.
Na poziv organizatora festivala, sudjelovala je na script panelu na Hollywood Art and Movie Awards, 2021.
Za režiju filma "Let nebeskih majstora" dobila je nagradu Exceptional Merit na filmskom festivalu Nature Without Borders, SAD, 2022.
"Wild Time" je finalist (uz Excellence Award), "Flyby" i "The Smile" su polufinalisti (između 1846 prijava) na International Screenwriting Competition, New York, 2023. Na istom je natjecanju u New Yorku 2024. godine film “Range” bio polufinalist.
Šest puta uvrštena je na uglednu listu najboljih scenarija Hot 100 Winners, na američkom Capital Fund Screenplay Competition, s projektima: “Flyby” i “The Smile” 2021., “Range” 2022., "Flight to Eternity" 2023., “Superincognito” 2024. i "Wild Time" 2025., Los Angeles. 

## Izbor iz filmografije:
- Pas, igrani film
- Vrijeme je za humanost, dok.-igrani
- Neiskorišteni, igrani
- Ljudi bez doma, dokumentarni
- U službi mira i ljubavi, dok.-igrani
- Ratni invalidi, dokumentarni
- I Bog voli rock'n'roll, dok.-igrani
- Čekajući povratak u Bosnu, dok.-igrani
- Dnevnik povratnika s fronte, dok.-igrani, 1992.[2]
- Dugo očekivani dom, SOS-Dječje selo - Lekenik, dokumentarni, 1992.[2]
- Ratni invalidi dolaze kući, dokumentarni
- Krapina, mali veliki grad, dokumentarni
- Ispod horizonta, dokumentarni
- Deset, dokumentarni
- Tunel, dokumentarni (3. nagrada na 34. reviji hrvatskog filmskog i video stvaralaštva)[3]
- Menu, dokumentarni
- Let nebeskih majstora, dokumentarni
- Kuća pod Suncem, serijal o arhitekturi
- Farma, docusoap

## Vanjske poveznice (urediti)
- https://filmfreeway.com/MarinaTetaricPrusec
- https://capitalfundscreenplaycompetition.com/screenplay-contest-winners/
- 34. revija hrvatskoga filmskog i videostvaralaštva Split, 22 – 24. studenoga 2002. godine, nagrađeni radovi, Hrvatski filmski savez